# Giosefo Guami
Gioseffo Guami (n.1542 Lucca, Italia - d.1611 Lucca, Italia), unul dintre marii organiști ai epocii sale, este probabil elevul lui Adriano Willaert și Annibale Padovano, sigur fiind un produs al școlii de orgă al Capelei San Marco din Veneția. Își desfășoară activitatea în mai multe orașe din Europa printre care München, Geneva și Veneția, sfârșitul carierei și al vieții prinzându-l ca organist al catedralei din Lucca, orașul sau natal. Opera de compozitor constă în mai multe compoziții religioase pentru orgă în stilul lui Roland de Lassus,  precum și în două culegeri de madrigale (prima publicată în 1565 și dedicată finanțatorilor săi din anii uceniciei Gioseffo Bonvisi și Ludovico Penitesi, a doua fiind astăzi dispărută).
Gioseffo Guami este elogiat în diverse lucrări de specialitate ale timpului, de către Vincezo Galilei ("Dialogo della musica antica e della moderna", Florența 1581), Giovanni Maria Artusi ("Seconda parte dell’Artusi overo delle imperfettioni della moderna musica", Venezia 1603), Gioseffe Zarlino ("Sopplimenti musicali", Veneția 1588) și de Adriano Banchieri, care i-a dedicat o lucrare uneia din fele lui Guami ("Cartella musicale", Venezia 1614). Banchieri de asemeni îl menționează ca profesor pe Gioseffo Guami în "Conclusioni nel suono dell’organo" (Bologna, 1609) și în Lettere armoniche (Bologna 1628). 
Gioseffo Guami moare la Lecca în 1611 lăsând în urmă, pe lângă mai multe fete, trei fii, Domenico (8 decembrie 1583 Lucca, Italia - 2 iunie 1631 Lucca, Italia), Vincenzo (5 Iulie 1585 Lucca, Italia – 1614/1615 Lucca, Italia) și Valerio (14 aprilie 1587 Lucca, Italia – 4 noiembrie 1649 Lucca, Italia) toți trei organiști ai catedralei din Lucca, și compozitori.